# تشارلز إتش. غريفين
تشارلز إتش. غريفين هو سياسي أمريكي، ولد في 9 مايو 1926 في يوتيكا في الولايات المتحدة، وتوفي في 10 سبتمبر 1989. نشط حزبياً في الحزب الديمقراطي. وقد انتخب عضو مجلس النواب الأمريكي ‏.